# Maraganahalli, Chik Ballapur
Maraganahalli là một làng thuộc tehsil Chik Ballapur, huyện Kolar, bang Karnataka, Ấn Độ.